# Hubert Ebner
Josef Hubertus "Hubert" Ebner (26 de março de 1906 — 26 de junho de 1990) foi um ciclista de estrada alemão, que competiu pelo seu país em duas provas de ciclismo nos Jogos Olímpicos de Los Angeles.